# 日本の外資系合弁企業の一覧
日本の外資系合弁企業の一覧（にほんのがいしけいごうべんきぎょうのいちらん）では、日本の企業のうち日本の企業（日本の企業が議決権の過半数を有する外国会社を含み、日本以外の企業が議決権の過半数を有する内国会社を除く）及び日本以外の企業（日本以外の企業が議決権の過半数を有する内国会社を含み、日本の企業が議決権の過半数を有する外国会社を除く）の合弁企業である株式会社を列挙する。
日本以外の企業のうち日本の企業（日本の企業が議決権の過半数を有する外国会社を含み、日本以外の企業が議決権の過半数を有する内国会社を除く）及び日本以外の企業（日本以外の企業が議決権の過半数を有する外国会社を含み、日本の企業が議決権の過半数を有する内国会社を除く）の合弁企業である外国会社が議決権の過半数を有する内国会社は、日本の外資系合弁企業であるとみなす。ただし、出資の割合が低い株主については記載を省略している。
なお、かつての事例については#関連項目にまとめて記載している。

## あ行

### あ
- 曙ブレーキ工業 - トヨタ自動車・ロバート・ボッシュ（独）
- 麻生ラファージュセメント - 麻生・ラファージュ（仏）
- アメリカン医療損害保険 - アメリカンホーム保険会社・日本郵政

### う
- ヴェディオール・キャリア - Vedior（蘭）・OGIホールディングス

### え
- エムシードゥコー - ジェーシードゥコー（仏）・三菱商事
- 栄泉不動産 - Japan Special Investments（モルガン・スタンレー、米）・住友生命保険

### お
- オスラム・メルコ - オスラム（独）・三菱電機

## か行

### か
- 化薬アクゾ - 日本化薬・アクゾノーベル（蘭）

### け
- KDDI&BTグローバルソリューションズ - ブリティッシュテレコム（英）・KDDI

### こ
- 興和テバ - テバ・ファーマスーティカル・インダストリーズ（イスラエル）・興和
- コベルコシステム - 日本アイ・ビー・エム（IBM, 米）・神戸製鋼所
- コンチネンタル・オートモーティブ - 日清紡ホールディングス・コンチネンタル（独）

## さ行

### し
- シーメンス・ジャパン - シーメンス（独）・旭化成
- ジェイアイ傷害火災保険 - レキシントン・インシュアランス・カンパニー（AIG, 米）・ジェイティービー
- ジェットスター・ジャパン - カンタス航空（オーストラリア ）・日本航空・三菱商事・東京センチュリーリース
- ジヤトコ - 日産自動車・三菱自動車・スズキ
- ジュリアス・ベア ノムラ ウェルス マネジメント - ジュリアス・ベア（スイス）・野村ホールディングス
- シュワルツコフヘンケル - ヘンケルジャパン（独）・ライオン
- 昭和プロダクツ - 昭和丸筒・ソノコ・プロダクツ（米）

### す
- 住化バイエルウレタン - 住友化学・バイエル（独）
- 住友ナコ フォークリフト - 住友重機械工業・ハイスター・エール・グループ（米）

## た行

### た
- 大同スペシャルメタル - 大同特殊鋼・スペシャルメタル（米）
- ダウ化工 - ダウ・ケミカル・住友化学

### ち
- チッソポリプロ繊維 - チッソ・BP（英）

### と
- 東レデュポン・ナイロン - 東レ・デュポン（米）
- トエミ・メディア - メモリーテック・金羊社・ゴールドマン・サックス（米）

## な行

### に
- ニコン・エシロール - ニコン・エシロール（仏）
- 日揮ユニバーサル - 日揮・ユニオンオイル（UOP, 米）
- 日産リース - みずほリース・日産自動車
- ニベア花王 - バイヤスドルフ（ニベアブランドの本家、独）・花王
- 日本情報通信 (NI+C) - 日本電信電話 (NTT)・日本IBM
- 日本オーチス・エレベータ - オーチス・エレベータ（米）・パナソニック・住友グループほか
- 日本サン石油 - ニチモウ・SUNOCO（旧サン石油会社、米）
- 日本タタ・コンサルタンシー・サービシズ - 三菱商事・タタ・コンサルタンシー・サービシズ（印）

## は行

### は
- ハイネケン・キリン - ハイネケングループ（蘭）・キリン

### ひ
- B-Rサーティワンアイスクリーム - 不二家・B-Rジャパンホールディングス(バスキンロビンス、米)

### ふ
- 富士電機機器制御 - 富士電機・シュナイダーエレクトリック（仏）
- フレゼニウス川澄 - フレゼニウス・メディカルケア（独）・川澄化学工業

### ほ
- 豊年リーバ - J-オイルミルズ（旧ホーネンコーポレーション）・ユニリーバ（英・蘭）
- ポリスター - ユニバーサルミュージック（米）・田辺エージェンシー（以前はアップフロントグループが日本側株主）
- ポリプラスチックス - チコナ（米、セラニーズより特殊化学部門がスピンオフして独立した会社）・ダイセル

## ま行

### み
- 三井・デュポン ポリケミカル
- 三井・デュポン フロロケミカル

いずれも 三井化学とデュポン（米）の合弁会社

### も
- モルガン・スタンレーMUFG証券 - モルガン・スタンレー（米）・三菱UFJフィナンシャル・グループ